# Famille Norgeu
La famille Norgeu est une famille d'imprimeurs.
Plusieurs de ses membres furent de grands résistants, dont Pierre Norgeu (beau-frère de Lucie Aubrac) et Marthe Norgeu.
L'Imprimerie Norgeu, rue du Moulin-Joly, dans le 19e arrondissement de Paris était spécialisée dans les images religieuses et les chromolithographies publicitaires. Pendant la Seconde Guerre mondiale, elle imprimera clandestinement des numéros de Libération et offrira ses services au réseau de résistance Libération-Nord, fondé par Christian Pineau.
Le peintre Louis Norgeu est le cousin germain de Pierre Norgeu et Marthe Norgeu.